# 辻堂団地
辻堂団地（つじどうだんち）は、神奈川県藤沢市辻堂西海岸に所在する団地。複数の団地で構成されている。

## 概要
主に以下の団地で構成する。

## 現存する団地

### 辻堂団地

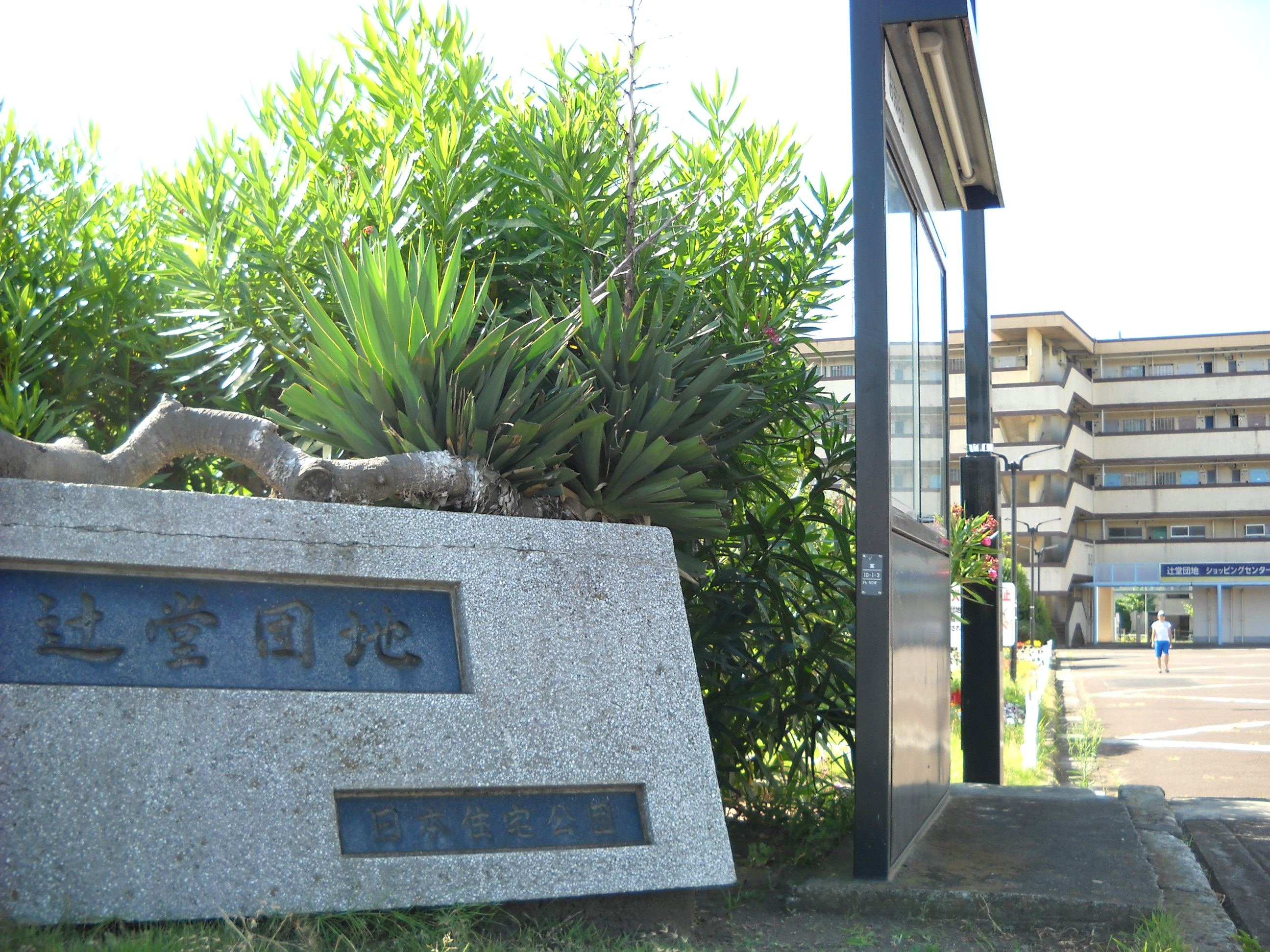
辻堂団地（都市再生機構所管）の様子

都市再生機構が所管。日本住宅公団（当時）の一般賃貸住宅として、初めてアルミサッシを採用した。
- 賃貸型1913戸
- 分譲型280戸

### 辻堂海岸団地
神奈川県住宅供給公社が所管。団地内北側に所在。オーケー辻堂店が所在。

### 辻堂西海岸アパート
神奈川県教職員住宅。団地内中央部に所在。

### 藤沢ニューライフ
団地内南部に所在。

## かつてあった団地
- 国家公務員辻堂団地
- 日産辻堂家族アパート - 日産自動車社宅

## 歴史
- 1959年（昭和34年）6月25日 - 在日米海軍辻堂演習場が返還され、大蔵省管財局管轄の国有地となる。
- 1960年（昭和35年）5月 - 元演習場の一部を学校用地へ転用。
- 1962年（昭和37年）
  - 3月15日 - 元演習場のうち、47,582.21坪が日本住宅公団へ現物出資される。
  - 7月10日 - 藤沢市立白浜養護学校が藤沢市立鵠洋小学校内から移転。
- 1963年（昭和38年）3月 - 元演習場のうち8,752坪を合同宿舎（国家公務員宿舎）へ転用。
- 1964年（昭和39年）
  - 8月 - 辻堂南部下水処理場が運転開始。
  - 9月1日 - 藤沢市立高砂小学校が藤沢市立辻堂小学校内から移転。
  - 10月 - 日本住宅公団辻堂団地の入居開始。
  - 10月6日 - 藤沢駅-辻堂団地間のバス運行開始。
- 1965年（昭和40年）12月1日 - 藤沢駅-辻堂団地間の急行バス運行開始。
- 1967年（昭和42年）7月21日 - 第55回国会参議院本会議にて、「日本住宅公団神奈川県辻堂団地における店舗の新設に関する請願」が、建設委員会決定のとおり採択された。
- 1970年（昭和45年）4月1日 - 藤沢市立浜見小学校が、藤沢市立高砂小学校の学区分割により開校。
- 1971年（昭和46年）
  - 4月1日 - 南部学校給食センターを開設。
  - 4月16日 - 辻堂駅-辻堂団地間（<辻11>系統）の深夜バス運行開始。
- 1973年（昭和48年）
  - 4月1日 - 藤沢市立高浜中学校が開校。
  - 4月25日 - オーケー辻堂店が開店。
- 1976年（昭和51年）4月1日 - 南部学校給食センターを南部学校給食合同調理場に改称。
- 1992年（平成4年）3月31日 - 南部学校給食合同調理場を廃場。
- 1993年（平成5年） - 住宅・都市整備公団辻堂団地に60戸を増築。
- 1995年（平成7年）
  - 7月 - 藤沢市立高砂小学校新校舎竣工。
  - 8月 - 旧南部学校給食合同調理場を解体。
- 1997年（平成9年）
  - 4月1日 - 辻堂南部下水処理場を辻堂浄化センターに改称する。
  - 7月18日 - 藤沢市立白浜養護学校新校舎竣工。
- 2000年（平成12年）7月7日 - 辻堂駅-辻堂西海岸間（<辻03>系統）のバスを運行開始。
- 2002年（平成14年）8月16日 - 藤沢駅-辻堂団地間（<藤04>系統）の深夜バス運行開始。
- 2016年（平成28年）12月19日 - <辻03>系統の辻堂西海岸-辻堂団地間を延伸する。

## 貝殻山
高浜中学校の西（3街区）の山は、団地造成以前は貝殻山と呼ばれていた。